# Alexander Macdougall
Alexander Macdougall (auch Alasdair Macdougall; † zwischen Juni und Dezember 1310) war als Lord of Argyll ein schottischer Magnat. In einer politisch unruhigen Zeit war er Untertan von zwei schottischen und dann von zwei englischen Königen. Zeitweise konnte er nahezu das Reich seines Vorfahren Somerled wieder vereinen. Den Anspruch von Robert Bruce auf den schottischen Thron lehnte er entschieden ab, so dass er schließlich als alter Mann im englischen Exil starb.

## Herkunft
Alexander MacDougall entstammte der weitläufigen Familie der Seekönige der Hebriden. Er war ein Sohn von Ewen Macdougall, der Name seiner Mutter ist unbekannt. Ewen Macdougall hatte bis 1263 als König der Inseln gegolten. Während des Norwegisch-Schottischen Kriegs ab 1263 hatte er sich auf die Seite des schottischen Königs Alexander III. gestellt, weshalb er vom norwegischen König Håkon IV. als König der Inseln abgesetzt worden war. Im Frieden von Perth 1266 fielen die Besitzungen der Macdougalls wie die Besitzungen der anderen Lords der westschottischen Inseln an Schottland, und Ewen Macdougall wurde ein hochrangiger schottischer Magnat. Nach seinem Tod 1268 oder wenig später erbte Alexander seine Besitzungen. Zu seinem Erbe gehörten Argyll, Kintyre und Lorne auf dem schottischen Festland sowie mehrere Inseln, darunter Mull. Sein Hauptsitz war Dunstaffnage Castle, von wo er gut mit Schiffen die Region kontrollieren konnte.

## Tätigkeit als Lord of Argyll

### Unterstützer von König Alexander III.
1275 war er einer der vier Führer der Streitmacht, die der schottische König zur Niederschlagung der Rebellion von Gottfried Magnuson zur Isle of Man schickte. Ab den frühen 1280er Jahren diente Macdougall als verlässlicher Vertreter des Königs auf den Hebriden. In Kintyre, Argyll und auf Lewis sammelte er die Abgaben des Königs ein. 1275 wird ein Handelsschiff von ihm in Bristol erwähnt, und 1292 erlaubte die englische Regierung seinen Kaufleuten, in Irland Handel zu treiben.

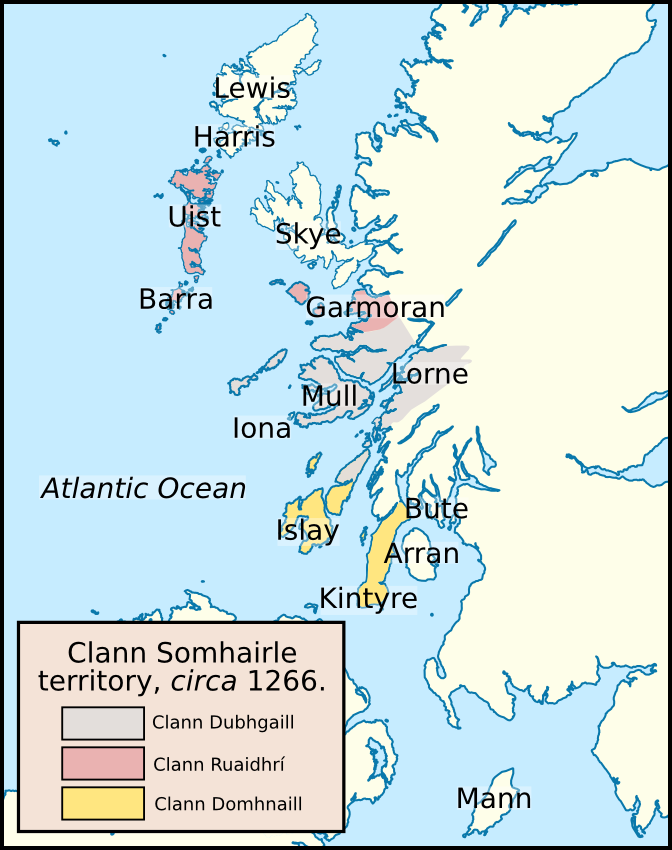
Das Königreich der Inseln um 1266. Grau die Besitzungen der Macdougalls.

### Rolle während des schottischen Thronfolgestreits
1284 nahm er wie andere Lords der westschottischen Inseln an einer Ratsversammlung von König Alexander III. in Scone teil. Dort schwor er wie die anderen schottischen Magnaten, den Thronanspruch von Margarete von Norwegen anzuerkennen, falls der König ohne Söhne sterben sollte. Als nach dem Tod von Alexander III. 1286 und von Margarete von Norwegen 1290 die schottische Thronfolge ungeklärt war, unterstützte Macdougall den Thronanspruch von John Balliol. Macdougall war mit einer Tochter von John Comyn of Badenoch verheiratet, deren Bruder John Comyn zu den wichtigsten Unterstützern von Balliol gehörte. Dazu unterstützten die Macdonalds, die Rivalen der Macdougalls in Westschottland, den Thronanspruch von Balliols Rivalen Robert de Brus. Macdougall gehörte ab 1291 zu Balliols Vertretern während des sogenannten Great Cause, der Versammlung, die die Ansprüche der Anwärter auf den schottischen Thron prüfen sollten.

### Unterstützer von König John Balliol und Konflikt mit den Macdonalds
Bereits vor 1291 war es zu einem Streit um Landbesitz zwischen den Macdougalls und den benachbarten Macdonalds gekommen. Sowohl Alexander Macdougall of Argyll wie auch der mit ihm vermutlich verschwägerte Alexander Macdonald of Islay wandten sich daraufhin im Juli 1292 in Berwick an den englischen König Eduard I. als Oberherrn von Schottland. Angesichts der ungeklärten gegenseitigen Vorwürfe befahl der König ihnen, den Frieden zu wahren. Im September 1292 sollten sie ihren Streit vor einem Parlament vorbringen, das dann eine Entscheidung fällen sollte. Schließlich verwies der König den Streit zur Klärung an die beiden schottischen Guardians John Comyn und James Stewart, die in dem Streit aber auch keine Lösung finden konnten. Nachdem John Balliol im November 1292 zum schottischen König bestimmt worden war, versuchte er mit Macdougalls Hilfe seine Macht in Westschottland durchzusetzen. Er bildete während eines Parlaments im Februar 1293 drei neue Sheriffdoms in Westschottland. Alexander Macdougall wurde Sheriff von Argyll einschließlich der Inseln Mull, Jura und Islay, so dass sein Amtsgebiet auch Besitzungen der Macdonalds umfasste. Als Sheriff sollte er die Feudalisierung der westlichen Highlands unterstützen. Mit Macdougall wurde ein entschlossener Unterstützer des Königs Sheriff und gewann so Vorteile gegenüber seinen Feinden. Dies verstärkte den Konflikt zwischen den rivalisierenden Adelsfamilien in Westschottland. Der Streit zwischen den Macdougalls und den Macdonalds wurde auch zu einem Konflikt zwischen der Krone und den Macdonalds, als Angus Mor und Alexander of Islay sich weigerten, John Balliol als König zu huldigen. Daraufhin beauftragte der König seinen neuen Sheriff, die Ansprüche des Königs gegen die Macdonalds auf Islay durchzusetzen. Hierfür fehlten Macdougall aber offenbar die Mittel.
Einen weiteren Konflikt hatten die Macdougalls mit Cailin Mor Campbell, dem Führer der Campbells, einer wichtigen Familie aus den westlichen Highlands. Vermutlich 1296 kam es beim Loch Avich zu einem Gefecht zwischen einem Aufgebot der Macdougalls, das von Alexanders Sohn John geführt wurde, und einem Aufgebot der Campbells. Dabei wurde Cailin Mor Campbell getötet.

## Rolle im Schottischen Unabhängigkeitskrieg und Krieg gegen die Macdonalds of Islay

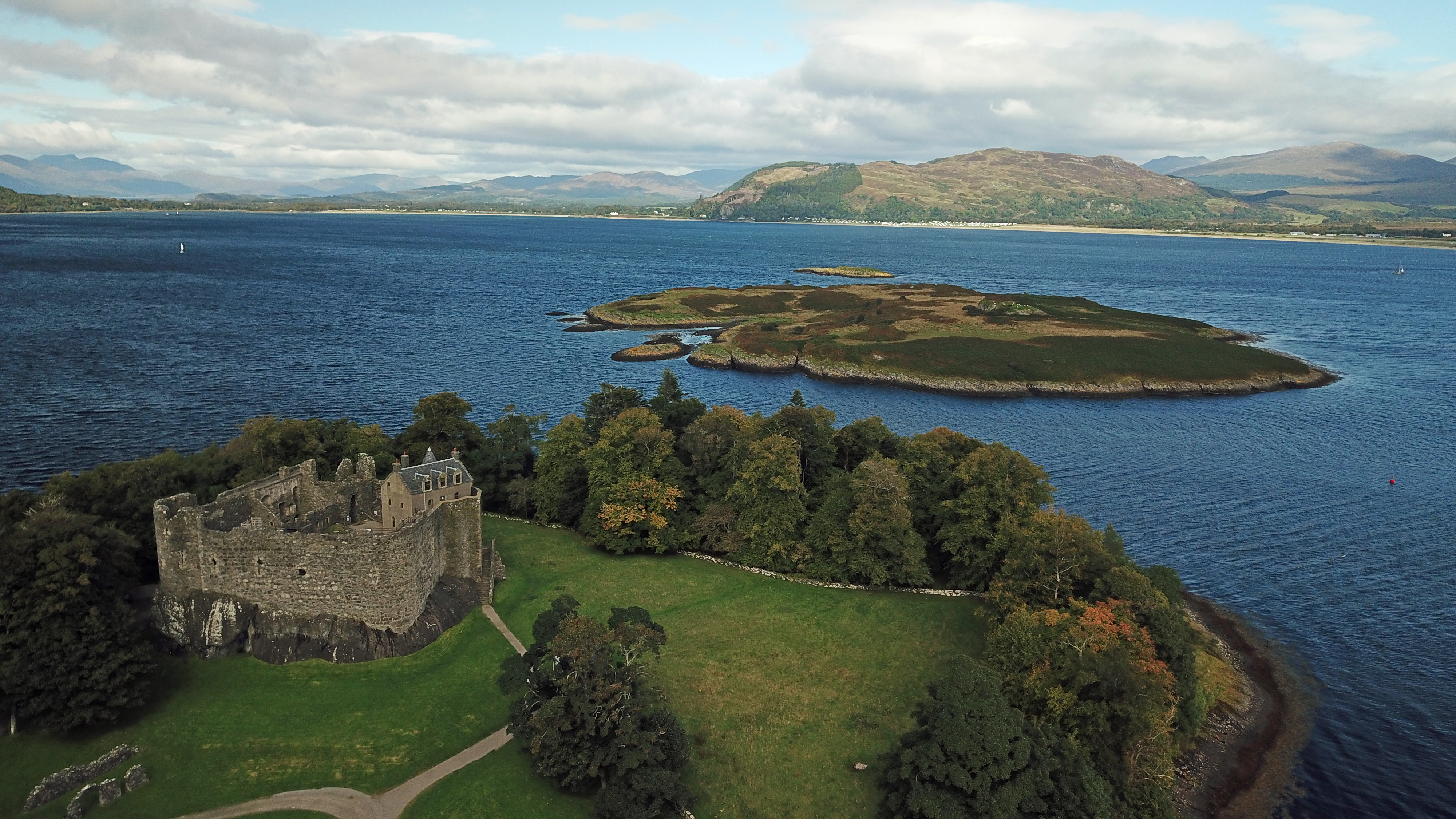
Dunstaffnage Castle, wo sich Alexander Macdougall 1308 Robert Bruce ergeben musste

1296 kam es zum Krieg zwischen England und Schottland. Der englische König Eduard I. konnte in einem raschen Feldzug weite Teile von Schottland besetzen und setzte John Balliol als König ab. Macdougall unterstützte zunächst Balliol im Kampf gegen den englischen König und geriet in englische Gefangenschaft. Sein Rivale Alexander Macdonald of Islay nutzte dies aus, um Kintyre zu besetzen. Macdougalls Söhne setzten aber den Kampf gegen die Macdonalds fort. Daraufhin ließ Eduard I., in der Hoffnung, die Region zu befrieden, vor April 1297 Alexander Macdougall wieder frei. Anstatt die Region aber zu befrieden, setzte Macdougall den Kampf gegen Alexander Macdonald fort und verbündete sich mit Lachlan Macruarie von Garmoran. Sie plünderten die Besitzungen von Alexander Macdonald. Angesichts der Übermacht seiner zahlreichen Gegner geriet dieser in die Defensive und fiel 1299 in einem Gefecht gegen ein Aufgebot von Macdougall. In der Folge unterstützte Macdougall den Kampf gegen die englische Herrschaft in Schottland. Nach 1301 sollte eine Flotte unter John Macsween und Hugh Bisset im Auftrag des englischen Königs Angus Og, das neue Oberhaupt der Macdonalds, im Kampf gegen die Macdougalls und Macruaries unterstützen. Angesichts dieser Unterstützung und des Seitenwechsels mehrerer schottischer Magnaten wie Robert Bruce of Carrick unterwarfen sich wohl auch die Macdougalls und die Macruaries dem englischen König.

## Unterstützung der englischen Besatzung
König Eduard I. beließ Macdougall seine Besitzungen und versuchte, ihn wie andere Magnaten in die englische Verwaltung Schottlands einzubinden. 1305 ernannte er Macdougall zum Mitglied des zwanzigköpfigen Rates, der John of Brittany, den englischen Statthalter in Schottland beraten sollte. Durch seine Siege über seine Rivalen und durch die Unterstützung des englischen Königs hatte Macdougall faktisch die Vorherrschaft in Westschottland erreicht.

## Gegnerschaft zu Robert Bruce, Niederlage und Exil
Anfang 1306 ermordete Robert Bruce John Comyn of Badenoch den Jüngeren. Bruce erklärte sich wenig später selbst zum König der Schotten, womit er den Kampf gegen die Engländer erneuerte. Macdougall lehnte den Thronanspruch des Mörders seines Großneffen entschieden ab. Nach anfänglichen Misserfolgen konnte Bruce aber bis 1308 weite Teile von Schottland unter seine Kontrolle bringen, worauf die Lage der Macdougalls schwierig wurde. 1308 zog Bruce mit einem Heer nach Argyll. Als alter Mann nahm Macdougall nicht mehr aktiv an der Schlacht von Brander teil, die sein Sohn John gegen Bruce verlor. Nach seinem Sieg belagerte Bruce Macdougall in Dunstaffnage Castle, wo er sich angesichts der Übermacht von Bruce rasch ergab. Während sein Sohn John nach England floh, unterwarf sich Macdougall dem neuen König. Er hoffte wahrscheinlich, dass er wie der Earl of Ross seine Ländereien behalten konnte bzw. zurückerhielt. Bruce suchte offenbar tatsächlich zunächst eine Verständigung und ernannte Macdougall Ende 1308 oder Anfang 1309 zum Custodian of the Isles. Im März 1309 nahm Macdougall an dem ersten Parlament teil, das Bruce als König in St Andrews abhielt. Wenig später floh er aber aus ungeklärten Gründen nach England. Möglicherweise war er mit den Ergebnissen des Parlaments unzufrieden. Nach einer anderen Version führte Bruce zwischen August und Oktober 1309 einen neuen Feldzug nach Argyll, worauf Alexander Macdougall ebenso wie Bischof Andrew von Argyll ins Exil ging. Im Oktober 1309 hielt sich Macdougall in der Nähe der Grenzstadt Berwick auf. Zusammen mit seinem Sohn John nahm er im Juni 1310 an einer Ratsversammlung teil, die der englische König Eduard II. in Westminster abhielt. Der englische König beauftragte die Macdougalls, von Irland aus den Kampf um die westschottischen Inseln fortzusetzen. Alexander Macdougall starb vor Ende des Jahres, vielleicht in Irland. Robert Bruce vergab die Besitzungen von Alexander Macdougall in Lorne und Benderloch an die Campbells, doch der Großteil der Besitzungen fiel an die Macdonalds.

## Ehe und Nachkommen
Alexander Macdougall hatte eine Tochter von John Comyn of Badenoch geheiratet, deren Vorname unbekannt ist. Er hatte mindestens zwei Söhne und eine Tochter, darunter:
- John Macdougall, Lord of Argyll († 1316)
- Duncan Macdougall
- Juliana Macdougall ⚭ Alexander Macdonald of Islay

Möglicherweise hatte er eine weitere Tochter, die Lachlan Macruarie geheiratet hatte. Sein Erbe wurde sein Sohn John.